# Hochdonn
Hochdonn est une commune allemande du Schleswig-Holstein, située dans l'arrondissement de Dithmarse (Kreis Dithmarschen), à 18 kilomètres au nord-ouest de la ville d'Itzehoe, près du canal de Kiel. Hochdonn est l'une des 14 communes de l'Amt Burg-St. Michaelisdonn dont le siège est à Burg (Dithmarschen).